# Phthiracarus stenotus
Phthiracarus stenotus är en kvalsterart som beskrevs av Wojciech Niedbała 2002. Phthiracarus stenotus ingår i släktet Phthiracarus och familjen Phthiracaridae. Inga underarter finns listade i Catalogue of Life.